# ساحل‌ها (فیلم)
«ساحل‌ها» (انگلیسی: Beaches (film)) فیلمی در ژانر کمدی-درام به کارگردانی گری مارشال است که در سال ۱۹۸۸ منتشر شد.

## بازیگران
- بت میدلر
- باربارا هرشی
- جان هرد
- جیمز رید
- اسپالدینگ گری
- لینی کازان
- ماییم بیالیک
- فیل لیدز